# Непереможное
Непереможное (укр. Непереможне) — село,
Николаевский сельский совет,
Софиевский район,
Днепропетровская область,
Украина.
Код КОАТУУ — 1225284409. Население по переписи 2001 года составляло 63 человека .

## Географическое положение
Село Непереможное находится на правом берегу реки Базавлук,
выше по течению на расстоянии в 2 км расположено село Владимировка,
ниже по течению на расстоянии в 4,5 км расположено село Николаевка.